# Westminster (South Carolina)
Westminster ist eine Stadt im US-Bundesstaat South Carolina. Die Stadt liegt im Oconee County.
Das U.S. Census Bureau hat bei der Volkszählung 2020 eine Einwohnerzahl von 2353 ermittelt.

## Geographie
Westminster befindet sich in der Metropolregion Upstate South Carolina im Nordwesten South Carolinas am Rande der Blue Ridge Mountains, einem Teil der Appalachen. Westminster ist 15 km von Seneca und 15 km von der Grenze zwischen South Carolina und Georgia entfernt.

## Geschichte
Westminster wurde mit der Fertigstellung der Atlanta and Richmond Air-Line Railway am 17. März 1875 mit der Unterzeichnung der Gründungsurkunde gegründet. Die Stadt wurde als Wasserhaltestelle der Southern Railway genutzt.
Die Retreat Rosenwald School und die Southern Railway Passenger Station sind im National Register of Historic Places eingetragen.

## Infrastruktur
Durch Westminster verlaufen der U.S. Highway 76 und der U.S. Highway 123.

## Söhne und Töchter der Stadt
- Jackie Wilson (1909–1966), Boxer
- J. Gresham Barrett (* 1961), Politiker
- Any Lee (* 1982), American-Football-Spieler